# Сайондзі Кінцуне
Сайонджі Кінцуне (西園寺公経, 1171 — 1244) — японський поет та аристократ, активний у період Камакура. Входить до списку «Нових тридцяти шести безсмертних поетів» (新三十六歌仙, Шін санджюроккасен). Вклав великий внесок у створення  «Нової імператорської колекції вака» (新勅撰和歌集, Шінчьокусен вака-шю).
У 1222 році отримав титул Великого державного міністра, а з 1231 присвятив своє життя релігії. У збірці «Сто поетів — сто пісень» він згадується як шраманера та колишній Великий державний міністр.